# Guía completa de la Tierra Media
La Guía completa de la Tierra Media (título original en inglés: The Complete Guide to Middle-earth: from The Hobbit to The Silmarillion) es un libro de referencia especializado en el universo ficticio creado por el escritor británico J. R. R. Tolkien, y sobre los escritos que el denominaba su legendarium, publicado en 1978, recopilado y editado por Robert Foster.

## Historia editorial

### En inglés
La Guía completa de la Tierra Media es una gran ampliación de un libro anterior de Foster: A Guide to Middle-earth («Guía de la Tierra Media»), publicada en edición limitada por Mirage Press en 1971. La Guía completa casi duplica la extensión de la original (573 páginas contra 292), e incluye extenso material sobre El Silmarillion (publicado póstumamente en 1977), que la versión anterior evidentemente no pudo incluir.
Las primeras ediciones de la Guía completa fueron lanzadas en 1978. Desde aquel momento se han sucedido numerosas reediciones, en cartoné, en rústica y en libro de bolsillo. Se enumeran las que han podido ser localizadas:
| Título                                                                                               | Editorial        | Fecha                    | Formato    | ISBN 10             |
| --- | ---------------- | ------------------------ | ---------- | ------------------- |
| The Complete Guide to Middle-earth                                                                   | Grafton          | 21 de septiembre de 1978 | Cartoné    | ISBN 0-048-03002-3. |
| The Complete Guide to Middle-earth: From The Hobbit to The Silmarillion                              | Ballantine Books | 1978                     | En rústica | ISBN 0-345-27520-9. |
| The Complete Guide to Middle-earth: From The Hobbit to The Silmarillion                              | HarperCollins    | 1 de enero de 1978       | En rústica | ISBN 0-048-03001-5. |
| The Complete Guide to Middle-earth                                                                   | HarperCollins    | 6 de octubre de 2003     | Cartoné    | ISBN 0-007-16942-6  |
| The Complete Guide to Middle-earth: From The Hobbit to The Silmarillion                              | Ballantine Books | abril de 1983            | Cartoné    | ISBN 0-517-34002-X. |
| Tolkien's World from A to Z. The Complete Guide to Middle-earth: From The Hobbit to The Silmarillion | Del Rey          | 4 de diciembre de 2001   | En rústica | ISBN 0-345-44976-2. |
| Tolkien's World from A to Z. The Complete Guide to Middle-earth: From The Hobbit to The Silmarillion | Del Rey          | septiembre de 2003       | Cartoné    | ISBN 0-345-46529-6  |
| The Complete Guide to Middle-earth                                                                   | HarperCollins    | 4 de enero de 2000       | En rústica | ISBN 0-261-10252-4. |
| The Complete Guide to Middle-earth: From The Hobbit to The Silmarillion                              | Del Rey          | 12 de febrero de 1979    | Bolsillo   | ISBN 0-345-27975-1. |
| The Complete Guide to Middle-earth: From The Hobbit to The Silmarillion                              | Del Rey          | 12 de septiembre de 1982 | Bolsillo   | ISBN 0-345-30974-X. |
| The Complete Guide to Middle-earth: From The Hobbit to The Silmarillion                              | Del Rey          | 12 de abril de 1985      | Bolsillo   | ISBN 0-345-32436-6. |

La publicada en 2001, aprovechando el tirón mediático de la trilogía cinematográfica de El Señor de los Anillos de Peter Jackson, es una nueva edición revisada. La edición de 2003 está ilustrada por Ted Nasmith.

### Traducciones
Esta guía ha sido volcada al alemán con el título Das Große Mittelerde-Lexikon, en una edición revisada y traducida por Helmut W. Pesch, y publicada en 2002. En español, Minotauro la publicó ya en 1999, con traducción de Elías Sarhan, revisada por Estela Gutiérrez y Ana Quijada. En 2003 se publicó una segunda edición revisada, a partir de la inglesa de 2001.

## Crítica y recepción
La Guía completa de la Tierra Media se considera, por lo general, un excelente libro de referencia sobre la Tierra Media. Christopher Tolkien la ha recomendado personalmente como «un admirable trabajo de referencia».
Sin embargo, como no incluye información del material «post-Silmarillion» (es decir, los Cuentos inconclusos de Númenor y la Tierra Media y la serie de La historia de la Tierra Media), la edición de 1978 contiene varias aseveraciones contradichas por esas publicaciones posteriores. Por ejemplo, la joya llamada «Estrella de  Elendil» se identifica con la «Estrella de los dúnedain» entregada por Aragorn a Samsagaz Gamyi como thain de la Comarca, pero Christopher Tolkien refuta esta identificación, estableciendo que son dos objetos diferentes. También incluye especulaciones sobre otros asuntos más tarde confirmadas por las publicaciones posteriores; como, por ejemplo, la identificación de Gandalf con el maia Olórin, confirmada en los Cuentos inconclusos.